# 1-й батальон территориальной обороны Волынской области
1-й батальон территориальной обороны Волынской области (укр. 1-й батальйон територіальної оборони «Волинь») — отдельный батальон, созданный в Волынской области при содействии Штаба национальной защиты Волынской области и в дальнейшем включённый в состав 14-й отдельной механизированной бригады Сухопутных войск Украины.

## Предшествующие события
19 марта 2014 года Совет национальной безопасности и обороны Украины принял решение о создании оперативных штабов при областных государственных администрациях пограничных областей Украины. 30 марта 2014 года и. о. президента Украины А. В. Турчинов поручил руководителям областных администраций начать создание батальонов территориальной обороны в каждой области Украины.
30 апреля 2014 года было принято официальное решение возложить функции создания батальонов территориальной обороны в каждой области Украины на областные военные комиссариаты.

## Формирование батальона
По состоянию на 13 июня 2014 года, батальон насчитывал свыше 400 военнослужащих и был укомплектован личным составом более чем на 90 %.
Боевую подготовку батальон проходил на базе 51-й отдельной механизированной бригады во Владимире-Волынском.
Комплектование личным составом было завершено 25 июня 2014. По состоянию на 2 июля 2014, 70 % военнослужащих составляли добровольцы и 30 % — призванные в ходе мобилизации.
13 июня 2014 заместитель областного военного комиссара по воспитательной работе В. Бондарук сообщил, что принято решение о повышении оклада, и рядовой солдат будет получать оклад в размере 2500 гривен в месяц, а денежное довольствие офицеров будет ещё выше.
7 августа 2014 военный комиссар Луцкого военного комиссариата, подполковник В. Худык сообщил, что рядовой солдат-стрелок получает оклад в размере 2400 гривен в месяц, оклад офицеров, сержантов и специалистов выше, а в случае, если военнослужащий является участником АТО, ему станут выплачивать надбавку в размере 100 % от оклада.
Формирование батальона проходило с использованием бюджетных средств Волынской области:
- так, 15 мая 2014 года Волынский областной совет утвердил «Программу материально-технического обеспечения мероприятий развёртывания в области первого батальона территориальной обороны»[10], в соответствии с которой батальону было выделено 2,2 млн гривен на приобретение обмундирования[11]
- 14 июля 2014 батальон получил 20 бронежилетов, закупленных на средства районного бюджета Луцкого района области и пожертвования общественности[12].
- 27 июля 2014 батальон получил 80 бронежилетов (50 из них были закуплены на выделенные 21 июля 2014 средства городского бюджета Луцка в размере 95 тыс. гривен[13], остальные 30 — на средства ВО «Солидарность»)[14]

Кроме того, использовались внебюджетные средства:
- так, в конце июля — начале августа 2014 штаб «Самообороны Майдана» передал батальону 15 бронежилетов, автозапчасти, партию продовольствия[15] и медикаментов и несколько биноклей[16]
- 15 августа 2014 фонд «Волынские патриоты» передал батальону партию снаряжения и имущества (12 кевларовых касок польского производства, перчатки, радиоприёмник и др.)[17], ещё одну партию снаряжения (бронежилеты, каски, тепловизоры, радиостанции) передала партия «Сила и Честь»[18]
- 3 октября 2014 благотворительный фонд «Волынь-2014» передал батальону снаряжение и имущество на сумму 130 тыс. гривен (две миниэлектростанции, 400 пар утеплённых сапог, 200 дождевиков, 350 комплектов тёплого белья и др.)[19]
- в конце октября 2014 волонтёры из благотворительного фонда «Серця Волині» отремонтировали два внедорожника, поступивших в батальон[20]

## Деятельность
В 20-х числах июля 2014 года, батальон был направлен в Черниговскую область для усиления охраны границы с Российской Федерацией.
16 сентября 2014 военнослужащие батальона сообщили, что батальон отправляют в зону боевых действий
28 сентября 2014 года батальон находился на оборонительных позициях в районе Дебальцево.
В начале октября 2014 батальон находился в зоне боевых действий — как сообщил командир батальона, 2 октября 2014 был ранен один военнослужащий батальона.
15 ноября 2014 в районе пгт. Ольховатка Донецкой области в результате попадания снаряда в блиндаж погиб один военнослужащий батальона.
24 ноября 2014 в районе шахты «Ольховатская» во время артиллерийского обстрела погиб один военнослужащий батальона.
Кроме того, один военнослужащий батальона был взят в плен (в феврале 2016 года в ходе обмена пленными он был возвращён украинской стороне).
После 93 дней в зоне боевых действий, в конце декабря 2014 года батальон был выведен на отдых и ротацию и по состоянию на 28 февраля 2015, находился во Владимире-Волынском
20 января 2015 года было объявлено, что 1-й батальон территориальной обороны Волынской области войдёт в состав новообразованной 14-й механизированной бригады как 99-й отдельный мотопехотный батальон.
В соответствии с указом президента Украины П. А. Порошенко № 44 от 11 февраля 2016 года оказание шефской помощи батальону было поручено Волынской областной государственной администрации.

## Техника, вооружение и снаряжение
Личный состав батальона вооружён автоматами АК-74, АКС-74У и ручными пулемётами РПК-74.
Обеспеченность средствами индивидуальной защиты была неудовлетворительной — по состоянию на 16 июля 2014, бронежилетами были обеспечены 8 % военнослужащих батальона (позднее, «Самооборона Майдана» передала батальону ещё 90 самодельных «народных бронежилетов»).
По состоянию на 22 июля 2014 в распоряжении батальона имелась автомобильная техника (грузовики КамАЗ, ЗИЛ, ГАЗ, «Урал» и несколько школьных автобусов) и одна БРДМ-2РХБ. В августе в распоряжение батальона поступил личный джип одного из военнослужащих.
12 сентября 2014 года Волынская обладминистрация передала батальону четыре автомашины, конфискованные таможенной службой: микроавтобус Volkswagen Crafter 2012 года выпуска, микроавтобус Mercedes Sprinter 2006 года выпуска, микроавтобус Citroen Jumper 2003 года выпуска, а также автомобиль SsangYong Kyron 2007 года выпуска.
17 сентября 2014 было объявлено, что батальон получит бронетехнику от министерства обороны. 22 сентября 2014 батальон получил шесть БРДМ-2, однако уже 3 октября 2014 командир батальона Сергей Козак сообщил, что из шести полученных бронемашин полностью боеспособной является только одна, а остальные пять требуют ремонта.
По состоянию на 28 февраля 2015, часть закреплённой за батальоном техники требовала ремонта.